# Пороховая башня (Прага)
Пороховая башня (правильно Пороховые ворота, чеш. Prašná brána) — готическая башня в Праге, памятник архитектуры XV века. Находится на Площади Республики по соседству с Общественным домом и соединяется с ним крытым мостом. У ворот начинается улица Целетна (Celetná), c которой отсюда начинается первая часть Королевской дороги, ведущая к Пражскому Граду.

## История
Первый камень башни был положен в 1475 году под руководством мастера-каменщика Вацлава. Ворота должны были служить одним из тринадцати входов в Старый Город, однако этому плану не суждено было сбыться. Вскоре после начала строительства король, беспокоясь о собственной безопасности, вернулся в Пражский град и старый дворец с окрестностями быстро потерял своё значение. Несмотря на богатую отделку, башня так и осталась недостроенной, позже была положена временная крыша и строение стало служить складом пороха. Именно тогда башня стала называться Пороховой. Во время осады Праги прусской армией в 1757 году ворота сильно пострадали и в 1799 году с них были сняты поврежденные украшения. В начале XIX века она была отреставрирована и достроена в псевдоготическом стиле.
В 1878—1886 годах была проведена значительная реконструкция под руководством Йосефа Моцкера и ворота получили новый неоготический вид по подобию Староместской мостовой башни Карлова моста.

## Характеристики
Высота башни 65 м. Внутри находится фотовыставка. На башне, на высоте 44 метров находится смотровая площадка, на которую ведет винтовая лестница со 186 ступеньками.